# Binz
Binz est une ville allemande de l'arrondissement de Poméranie-Occidentale-Rügen, dans le Mecklembourg-Poméranie-Occidentale.

## Géographie
Binz est située sur la côte est de l'île de Rügen.

## Jumelages
La ville de Binz est jumelée avec :
- Białogard (Pologne) depuis le 31 aout 2002
- Cuxhaven (Allemagne) depuis le 3 octobre 1990

## Histoire
Binz est mentionnée pour la première fois dans un document officiel en 1318 sous le nom de Byntze.

## Personnalités liées à la ville
- Heinz Kramer (1921-1945), militaire né à Binz.
- Peter-Michael Diestel (1952-), homme politique né à Prora.